# Emilio Frejo
Emilio Frejo Abegón fue un historietista, ilustrador y pintor español (Valencia, 8 de mayo de 1931 - 9 de febrero de 2013), adscrito a la Escuela Valenciana de cómic y, como pintor, a un costumbrismo historicista que entronca con Sorolla. Su hermano, conocido con el seudónimo de Nin, también fue un destacado historietista.

## Biografía

### Infancia y juventud
Emilio Frejo Abegón estudió en la Escuela de Artesanos y en la Escuela de Bellas Artes de San Carlos.
En 1947 inicia su carrera historietística en revistas de Editorial Valenciana como Jaimito y Mariló.

### El mercado exterior (1957-1980)
Atraído por unas mejores condiciones salariales, trabajó desde 1957 para el mercado inglés a través de la agencia Bardon Art en series como Kansas Kid.
En 1968, constituye con Juan González Alacreu y Alfredo Sanchis Cortes el equipo Art Studium, dedicado a la producción de libros ilustrados infantiles.

### Últimos años (1980-2013)
Entre 1980 (disolución de Art Studium) y 1985, Emilio Frejo realizó ilustraciones para la editorial japonesa Sogakukan. Tras la finalización de este contrato, se dedicó fundamentalmente a la pintura, aunque ya había empezado a exponer en galería de artes desde finales de los años 70. Recreó la conquista de Valencia por el Rey Jaime I de Aragón, las costumbres y tradiciones de Valencia y tuvo como tema recurrente el Tribunal de las Aguas. 
Emilio Frejo falleció de muerte natural el 9 de febrero de 2013, a los 81 años.